# Гай (Киевская область)
Гай (укр. Гай) — село, входит в Бородянский район Киевской области Украины.
Население по переписи 2001 года составляло 27 человек. Почтовый индекс — 07800. Телефонный код — 8-04477. Занимает площадь 0,15 км². Код КОАТУУ — 3221082003.

## Местный совет
07823, Киевская обл., Бородянский р-н, с. Загальцы, ул. Октябрьская, 136б